# Euphorbia scutiformis
Euphorbia scutiformis är en törelväxtart som beskrevs av Victor W. Steinmann och Paul Edward Berry. Euphorbia scutiformis ingår i släktet törlar, och familjen törelväxter. Inga underarter finns listade i Catalogue of Life.